# 聯合市區投資法人
聯合市區投資法人(英語：或 日語：)，（東證1部：8960）由日本房產信託顧問股份有限公司旗下信託管理，主要經營日本所有地區房地產及酒店產業。包括大榮碑文谷、Joypark 泉丘等有形資產。
而每年財政年度則為4月30日止。
其股份自2003年於東京證券交易所房地產信託基金板上市。